# 箕島郵便局
箕島郵便局（みのしまゆうびんきょく）は和歌山県有田市にある郵便局。民営化前の分類では集配普通郵便局であった。

## 概要
住所：〒649-0399 和歌山県有田市箕島263-2
有田川右岸の有田市街地中心部に立地する、有田市の中心的な郵便局である。なお、和歌山県内には市名と同一の「有田郵便局」も存在するが、そちらは南へ100km以上離れた串本町にあり、混同に注意が必要。

## 沿革
- 1875年（明治8年）12月1日 - 箕島郵便局（五等）として開設[1]。
- 1882年（明治15年） - 為替・貯金取扱を開始。
- 1897年（明治30年）9月21日 - 箕島郵便電信局となる。
- 1903年（明治36年）4月1日 - 通信官署官制の施行に伴い箕島郵便局となる。
- 1950年（昭和25年）10月1日 - 特定郵便局から普通郵便局に局種別改定[2]。
- 1950年（昭和25年）11月16日 - 電気通信業務の取扱を、新設の箕島電報電話局に移管[3]。
- 1973年（昭和48年）11月 - 局舎新築落成。
- 1976年（昭和51年）11月11日 - 風景入通信日付印の使用を開始。
- 1991年（平成3年）10月1日 - 外国通貨の両替および旅行小切手の売買に関する業務取扱を開始。
- 2003年（平成15年）2月24日 - 宮原郵便局から集配業務の一部[4][5]を移管。
- 2007年（平成19年）10月1日 - 民営化に伴い、併設された郵便事業箕島支店に一部業務を移管。
- 2012年（平成24年）10月1日 - 日本郵便株式会社発足に伴い、郵便事業箕島支店を箕島郵便局に統合。

## 取扱内容
- 郵便、印紙、ゆうパック、内容証明
- 貯金、為替、振替、振込、国際送金、国債、投資信託
- 生命保険、バイク自賠責保険、自動車保険
- ゆうちょ銀行ATM
- 「649-03xx」「649-04xx」区域（有田市全域）の集配業務
- ゆうゆう窓口

## 風景印
- 図案は有田みかんと浄妙寺多宝塔。局名表示は「箕島」

## 周辺
- 有田市役所
- 和歌山県立箕島高等学校
- 有田市立箕島中学校
- 有田市立箕島小学校
- 有田川
- 国道42号
- 国道480号

## アクセス
- JR紀勢本線 箕島駅から西へ約400m（徒歩約4分）
- 阪和自動車道 有田IC、湯浅御坊道路 有田南ICから北西へ約10km
- 駐車場あり：8台